# 维弗尔施泰德
维弗尔施泰德（德語：Wiefelstede，發音：[viːfl̩ˈʃteːdə]）是德国下萨克森州阿默兰县的市镇，面积106.51平方千米，2023年12月31日人口为16,406人。